# Stenus nitidiusculus
Stenus nitidiusculus är en skalbaggsart som beskrevs av Stephens 1833. Stenus nitidiusculus ingår i släktet Stenus, och familjen kortvingar. Arten är reproducerande i Sverige.